# Avenue Jules Janin
Koordinaten: 48° 52′ N, 2° 17′ O

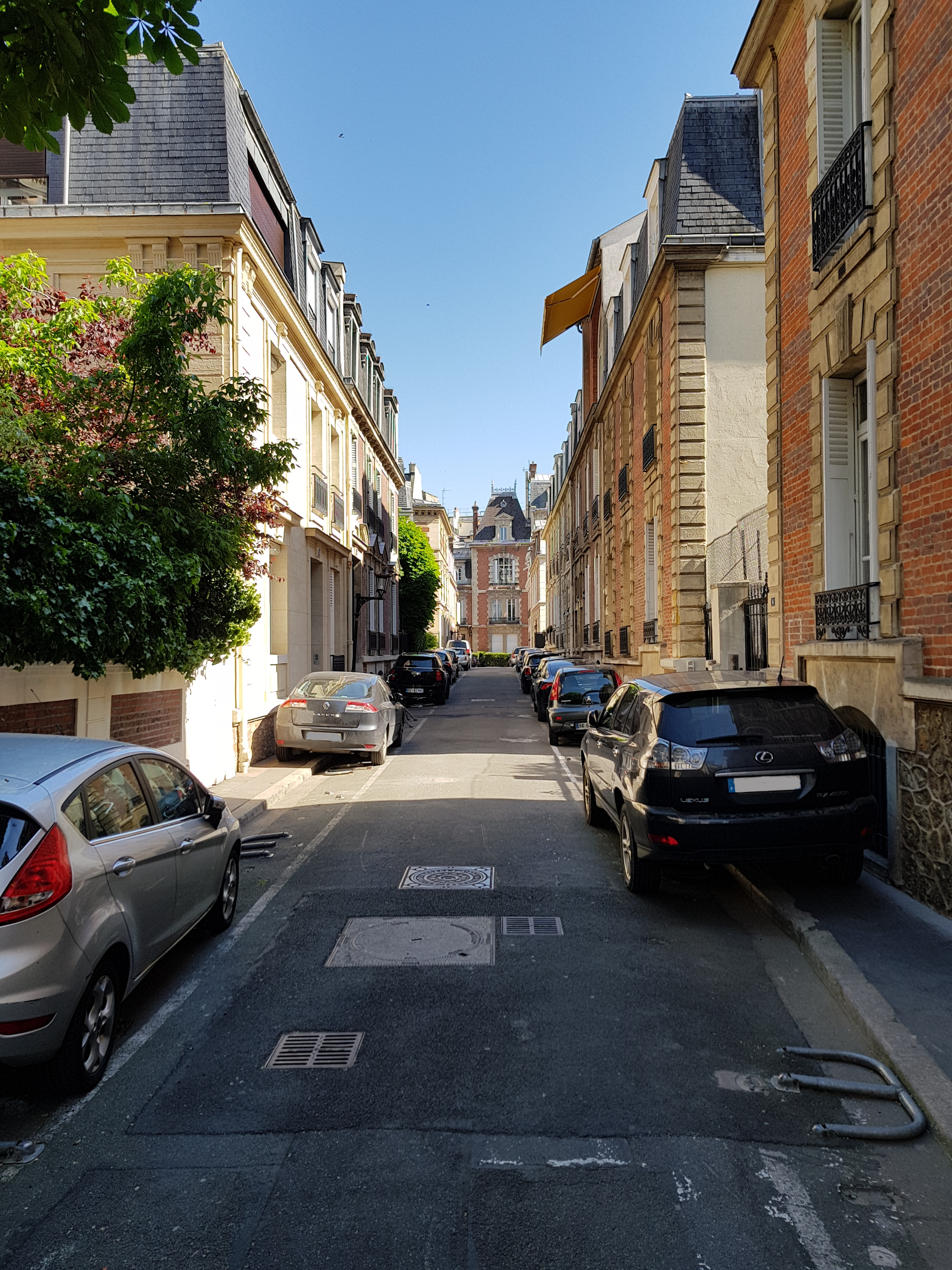
Die Straße
im Jahr 2018

Die Avenue Jules Janin ist eine 150 Meter lange und 7 Meter breite geschlossene Privatstraße und exklusive Wohnlage im Quartier Muette des 16. Arrondissements von Paris.

## Lage
Die Straße beginnt an Haus Nummer 12 der Rue de la Pompe und endet bei Haus Nummer 32 derselben Straße.

## Namensursprung

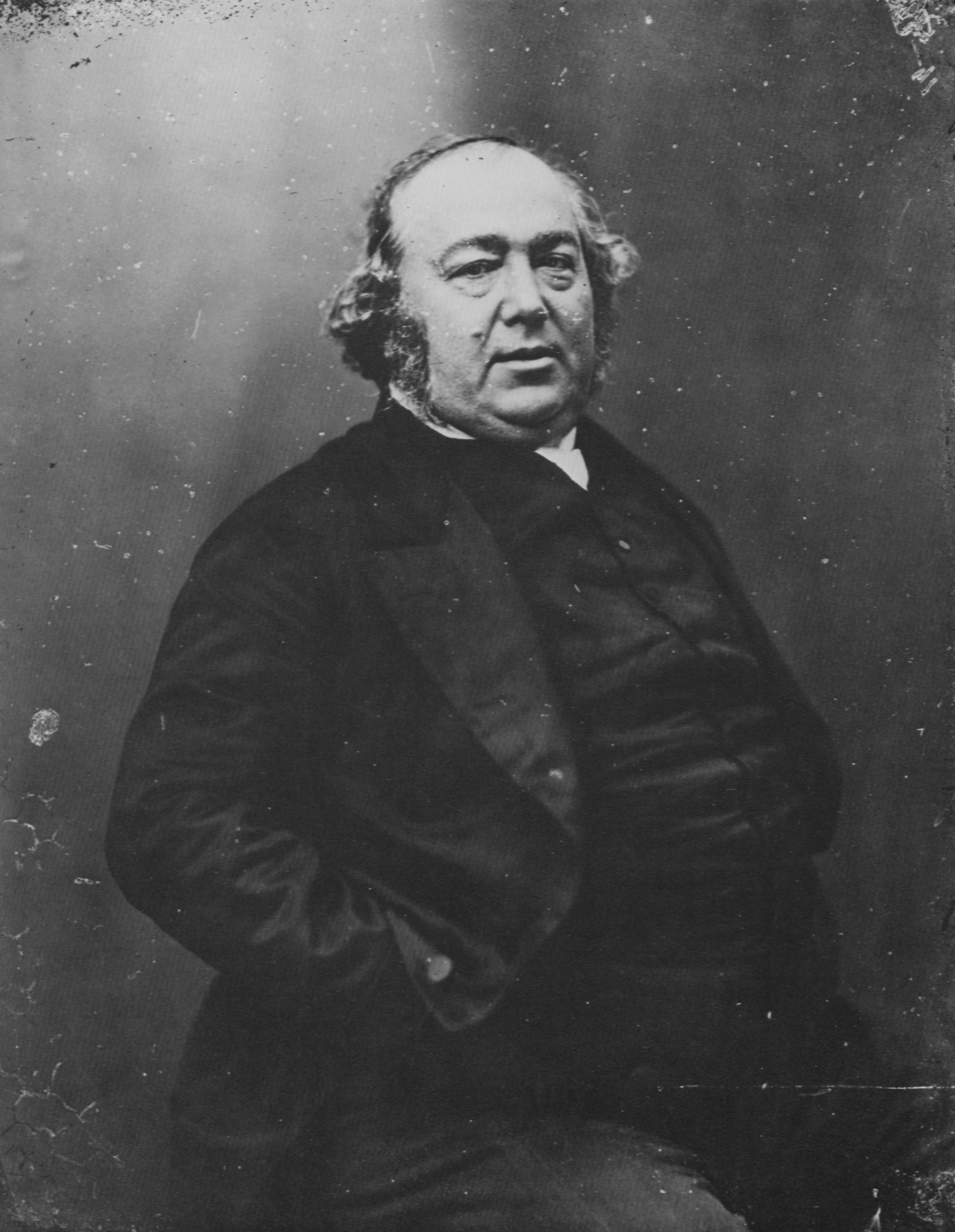
Jules Janin,
Aufnahme von Nadar

Die Straße wurde nach dem Schriftsteller und Kritiker Jules Janin (1804–1874) benannt, der von 1856 bis zu seinem Tode ein Landhaus unter Nummer 11 in der benachbarten Rue de la Pompe bewohnte.

## Geschichte
Die Straße wurde 1884 unter ihrem heutigen Namen eröffnet. Sie begann an der Rue Faustin Hélie, bevor 1887 ein Teil der Rue de la Pompe mit einbezogen wurde.

## Sehenswürdigkeiten
- Nr. 10–12: Villa Jules Janin
- Nr. 20: Hauptsitz der exklusiven Pariser Hotelkette Les Hôtels de Paris[3]
- Nr. 22: Hier lebte der Dramatiker Henry Kistemaeckers (1872–1938).[1]